# Perversiune sexuală
Perversiunea sexuală, reprezintă în termeni populari, o căutare a unei satisfacții considerată ca regresivă în raport cu dezvoltarea psihosexuală a individului.  Noțiunea de perversiune este un construct socio-cultural. 
Termenul corect este Parafilie. 
În lumea psihologiei umane, cât și în funcție de diverse culturi și credințe, comportamentele anormale, obscene, macabre sau nefirești au fost sancționate cu scopul de a se menține o oarecare ordine și sănatate morală și trupească a membrilor unei societați date în funcție de cunoștințele de la vremea respectivă.

## Tipuri de perversiuni sexuale
Tipurile de perversiuni sexuale sunt considerate următoarele: masochismul, sadismul, necrofilia (acte sexuale cu morți), pedofilia, zoofilia (folosirea animalelor pentru acte sexuale), exhibiționismul. 

## Confuzia între perversiuni sexuale și identitatea de gen, exprimarea de gen și orientarea sexuală
Foarte des se face confuzia și se suprapune noțiunea de perversiune sexuală cu identitatea de gen, sex (aparat reproductiv), act sexual, orientarea sexuală și exprimarea de gen. Sunt concepte distincte.

## Legături externe
- Perversiunea sexuală, corupția sexuală și incestul. Infracțiuni contra persoanei sau contra moralei? Arhivat în 11 decembrie 2013, la Wayback Machine., Daniel Nițu, studia.law.ubbcluj.ro